# Рантул (Іллінойс)
Рантул (англ. Rantoul) — селище (англ. village) в США, в окрузі Шампейн штату Іллінойс. Населення — 12 371 особа (2020).

## Географія
Рантул розташований за координатами 40°18′7″ пн. ш. 88°9′13″ зх. д. / 40.30194° пн. ш. 88.15361° зх. д. (40.302074, -88.153583).  За даними Бюро перепису населення США в 2010 році селище мало площу 21,39 км², з яких 21,11 км² — суходіл та 0,28 км² — водойми.

## Демографія
Згідно з переписом 2010 року, у селищі мешкала 12 941 особа в 5172 домогосподарствах у складі 3260 родин. Густота населення становила 605 осіб/км².  Було 5984 помешкання (280/км²).
Расовий склад населення:
| - 66,4 % — білих - 22,7 % — чорних або афроамериканців - 1,7 % — азіатів - 0,6 % — корінних американців - 0,1 % — вихідців з тихоокеанських островів - 3,9 % — осіб інших рас |

До двох чи більше рас належало 4,7 %. Частка іспаномовних становила 9,7 % від усіх жителів.
За віковим діапазоном населення розподілялося таким чином: 28,7 % — особи молодші 18 років, 59,9 % — особи у віці 18—64 років, 11,4 % — особи у віці 65 років та старші. Медіана віку мешканця становила 32,5 року. На 100 осіб жіночої статі у селищі припадало 91,3 чоловіків;  на 100 жінок у віці від 18 років та старших — 85,5 чоловіків також старших 18 років.
Середній дохід на одне домашнє господарство  становив 44 948 доларів США (медіана — 38 769), а середній дохід на одну сім'ю — 51 775 доларів (медіана — 45 833). Медіана доходів становила 37 037 доларів для чоловіків та 31 879 доларів для жінок. За межею бідності перебувало 25,1 % осіб, у тому числі 37,5 % дітей у віці до 18 років та 14,9 % осіб у віці 65 років та старших.
Цивільне працевлаштоване населення становило 5839 осіб. Основні галузі зайнятості: освіта, охорона здоров'я та соціальна допомога — 22,7 %, виробництво — 20,5 %, роздрібна торгівля — 11,7 %, науковці, спеціалісти, менеджери — 10,0 %.